# 透明国际
透明国际（英語：Transparency International）是一個監察貪污腐败的國際非政府組織，同時也是G20的智庫成員之一。從1995年起，透明國際每年都会制定和公佈腐败感知指数，并提供一個可供比較的國際貪污狀況列表。透明国际也有跟一些政府合作打擊腐败。透明國際总部位於德国柏林，並在大约70个国家有分支机构。 國際透明組織於2017年將美國分部除名。

## 歷史
透明国际是由世界銀行前區域總監Peter Eigen倡議，於1993年5月成立。創始成員包括Peter Eigen、Hansjörg Elshorst、Joe Githongo、Fritz Heimann、Michael Hershman、Kamal Hossain、Dolores L. Español、George Moody Stuart、Jerry Parfitt、Jeremy Pope和Frank Vogl。 現時主席由Huguette Labelle擔任，常務董事由Cobus de Swardt擔任。
1995年, 透明國際制定出腐败感知指数。腐败感知指数以對象為商人的問卷調查作基礎，按世界各國本土貪污情況的普遍性進行排名。腐败感知指数後來每年公佈一次。
透明國際由1999年起公佈行賄指數，按各國的跨國公司於外地行賄的普遍性作排名。

## 組織及角色
透明國際由大約100個國家分會共同組成，國際秘書處位於德國柏林。1993年作為非牟利組織成立於德國。透明國際現為國際非政府組織，並宣稱正逐步建立一個完全民主的組織架構。透明國際表示：
「透明國際是一個領導反貪污抗爭的全球性公民組織。它把各國人民組織成一個強大的全球同盟，終結貪污對全球男、女和小孩的毀滅性影響。透明國際的任務是為了邁向一個沒有貪污的世界而創造改變。」
1995年開始，透明國際每年發表清廉指數及行賄指數。另外他們亦有發表全球貪污年度報告（最新一份為2010年度） 以及全球貪污趨勢指數（最新年度為2010年度）。
透明國際並不調查或揭露個別的貪污個案。他們設計一系列用以打擊貪污的工具並與公民組織、企業及政府合作落實。工作目標是保持無黨派身份，建立反貪污的聯盟。
透明國際最大成就在於把貪污問題提上國際議程。國際機構例如世界銀行及國際貨幣基金組織現已視貪污為經濟發展的一大障礙；貪污議題在1990年代以前並沒有得到廣泛討論。在聯合國反貪污公約和經濟合作與發展組織反賄賂公約制定和採納過程中，透明國際有著不可或缺的角色。

## 评价
部份人士讚揚指數能突顯出貪污問題，並能夠令這類政府尷尬。

## 关联条目
- 国际反腐败学院
- 联合国反腐败公约